# Krešimir Krizmanić
Krešimir Krizmanić (ur. 3 lipca 2000 w Zagrzebiu) – chorwacki piłkarz, występujący na pozycji środkowego obrońcy w chorwackim klubie HNK Gorica. Młodzieżowy reprezentant Chorwacji, uczestnik Mistrzostwa Europy U-21 2021 organizowanych na terenie Słowenii i Węgier.